# Big Nate - Un grandioso disastroso giorno di scuola
Big Nate: Un grandioso disastroso giorno di scuola (titolo originale Big Nate: In a Class by Himself) è un romanzo per ragazzi del 2010, scritto dallo sceneggiatore di fumetti statunitense Lincoln Peirce e pubblicato in originale da Harper Collins. È il primo di una serie di romanzi ispirati alla striscia a fumetti Big Nate, realizzata a partire dal 1991 dal medesimo autore. Nel 2022 venne rilasciata da parte di Nickelodeon una serie animata omonima tratta dal libro.
L'edizione in italiano del libro è stata pubblicata dalla Arnoldo Mondadori Editore e tradotta da Michele Foschini.

## Trama
L'intero libro narra di un unico giorno di scuola del protagonista Nate Wright, che frequenta la prima media.
Appena sveglio, Nate scorge dalla finestra il suo migliore amico-"secchione" Francis che studia educazione civica, e ne deduce che quel giorno ci sarebbe stato un compito di quella materia, così architetta vari modi per saltarlo. Proprio mentre è intento a falsificare la firma di suo padre, Nate viene scoperto da Francis, il quale gli riferisce che non c'è alcun compito di educazione civica, e che lui stava studiando per il piacere di farlo. Mentre i due si avviano a scuola, vengono raggiunti da Teddy, il migliore amico bis di Nate. A scuola Nate si accorge di essersi dimenticato il pranzo a casa, e così Teddy gli dà un suo biscotto cinese della fortuna, che all'interno contiene una predizione che Nate prende molto seriamente: "Oggi supererai tutti gli altri". Nate così cerca di superare tutti in qualcosa durante l'orario scolastico, ma ogni tentativo si trasforma in una disfatta.

### Prima ora: educazione civica
Durante la prima ora Nate cerca di non attirare troppo l'attenzione perché c'è in classe la severissima Signora Godfrey. Ma abbassa la guardia per un secondo e caccia fuori il suo foglio dei soprannomi della Godfrey. La prof glielo confisca e dopo averlo letto gli consegna un foglietto del castigo, da scontare dopo l'ultima ora.

### Seconda ora: grammatica
In questa ora gli alunni sono incaricati di scrivere una poesia, così a Nate viene in mente di scrivere una poesia per confessare il suo amore a Jenny, che così avrebbe mollato Artur, e Nate l'avrebbe superato. Ma durante la stesura della poesia Gina sbircia e spiffera a tutta la classe cosa sta scrivendo Nate. Così Nate offende ad altissima voce Gina e si becca un altro foglietto del castigo.

### Terza ora: arte
Prima della terza ora Nate si accorge che nella teca dove vengono esposti i disegni migliori, appena fuori dall'aula d'arte, non c'è il suo ma quello di Artur. Così, durante l'ora d'arte, crea un diversivo per sgattaiolare fuori dall'aula e sostituire il disegno, ma fa troppo rumore e viene scoperto dal professor Rosa di arte, che gli dà un foglietto del castigo.

### Quarta ora:pranzo
Nell'ora di pranzo Nate cerca di battere il record per il maggior numero di porzioni di fagiolini (148) mangiati in 10 minuti. Lo spettacolo attira moltissimi studenti ed anche il preside Nichols, che scivola nella poltiglia dei fagiolini e gli dà l'ennesimo foglietto del castigo.

### Quinta ora: ginnastica
Poiché Nate è stato convocato nell'ufficio del preside, arriva in ritardo a lezione di ginnastica, e scopre che c'è il severo supplente Coach John. Nate è quindi da solo nello spogliatoio a cambiarsi la maglietta, ma scopre che i suoi calzoncini sono bagnati proprio nella zona del pube, a causa del sugo dei fagiolini, così è costretto a cambiarli con l'unico paio presente nello spogliatoio, che gli va però troppo largo. Così lo imbottisce di asciugamani e lo indossa. Quando esce dallo spogliatoio si accorge che ha indossato i pantaloncini del grosso Coach John, e che sembra voglia fare la sua imitazione, così l'allenatore si arrabbia e gli dà un foglietto del castigo.

### Sesta ora: matematica
Il prof Staples di matematica assegna ai ragazzi un compito a sorpresa da risolvere in mezz'ora. Nate finisce il compito dopo venti minuti e si accorge che TUTTI nella classe non hanno finito, crede così che la sua predizione si sia avverata, ma allo scadere del tempo si accorge che ci sono delle domande anche sul retro del foglio, cerca di risolverle in fretta e furia ma non ci riesce, così strappa involontariamente il foglio mentre il prof Staples lo stava ritirando e si becca un foglietto del castigo.

### Settima ora: scienze
Il prof Galvin di scienze è famoso per non ridere mai, così Nate cerca di superare tutti cercando di fare ridere Galvin. Non ci riesce, ma quando una penna tappata male fa un'enorme macchia sulla camicia del prof, è Nate a ridere come un matto, così riceve un foglietto del castigo.

### Castigo
Nate entra nell'aula del castigo sorvegliata dalla signora Czerwicki, che esaminando tutti i foglietti del castigo rivela a Nate che mai nessuno in quella scuola ne aveva avuti così tanti, quindi Nate si accorge che la sua predizione si è avverata e comincia a festeggiare.

## Personaggi
- Nate Wright: è un undicenne fantasioso a cui piacciono stilare classifiche e disegnare fumetti e vignette. Non va benissimo a scuola e non è tanto soddisfatto della sua famiglia, ma crede di essere in qualche modo destinato al successo.

- Papà: Papà è l'unico modo con cui è conosciuto il padre di Nate. La sua età non è specificata e sembra di non avere interesse per nulla in particolare.

- Ellen Wright: è la tipica sorella maggiore quindicenne dotata ed amata da tutti tranne che dal fratello minore. È molto antipatica nei confronti di Nate, ma adorabile verso tutti gli altri, e perciò Nate la odia.

- Francis Pope: è il migliore amico di Nate, nonché un discreto "secchione", gli piace molto scherzare e dare consigli. È spesso vittima dei dolorosi scherzi di Nate e Teddy.

- Teddy Ortiz: è il migliore amico bis di Nate ed è anche il clown della scuola. Gli piace molto prendere in giro Nate, soprattutto per i suoi capelli buffi e le sue disavventure.

- Sig.na Clarke: è la prof di grammatica di Nate. È molto gentile e premurosa con i suoi alunni, ma anche lei non capisce molto di ragazzi.

- Sig.ra Godfrey: è la prof di educazione civica. Nate la reputa la prof peggiore e si riferisce a lei con una marea di soprannomi.

- Preside Nichols: è un preside enorme e ci tiene un sacco alla sicurezza della sua scuola, anche a costo di renderla banale.

- Coach John: è un vecchio insegnante di ginnastica ormai in pensione, ma che viene chiamato quando c'è bisogno che faccia da supplente. È molto severo e non usa mezze misure.

- Sig. Rosa: è il prof d'arte, apatico ed annoiato, che non si cura di portare avanti il programma. Perciò i suoi alunni lo reputano mitico.

- Sig. Staples: è il prof di matematica. Solitamente è disinvolto e racconta stupide barzellette o cerca di far divertire i propri alunni.

- Sig. Galvin: è il prof di scienze. Sempre serio, il prof Galvin non ride mai e per questo i suoi alunni si annoiano alla sua lezione.

- Jenny: è la ragazza che piace a Nate, ma lei non si interessa di lui ed anzi, è fidanzata con Artur.

- Artur: è un ragazzo che piace a tutti, tranne che a Nate. Artur vorrebbe essere amico di Nate, ma non capisce che sotto diversi aspetti gli rovina la vita. Nel seguito, Nate precisa ai lettori che Artur è un tipo a posto, ma odia il fatto che gli vada tutto bene.

## Edizioni
Il libro è stato tradotto in più lingue. L'edizione britannica, pur mantenendo ovviamente la lingua inglese come l'edizione originale statunitense, ha modificato il titolo in Big Nate -  The Boy with the Biggest Head in the World.
- Inglese, Big Nate: In a Class by Himself, Harper Collins, 2010, ISBN 9780061944345
- Inglese (edizione Britannica),  The Boy with the Biggest Head in the World, Harper Collins Childrens Books, 2010, ISBN 9780007355167
- Italiano, Big Nate. Un grandioso disastroso giorno di scuola, Mondadori , 2010, ISBN 9788804602798
- Spagnolo, Nate El Grande: Unico en su clase, Lectorum Pubns, 2011, ISBN 9781933032788
- Tedesco, Super Nick - Bis später, ihr Pfeifen!:, Cbj, 2012, ISBN 9783570223550
- Rumeno, Marele Nate 1. Întâiul între puşti,  Editura Arthur, 2012, ISBN 9786068044071
- Catalano, Nat el Gran: Únic en la seva classe, a Galera, SAU, 2010, ISBN 9788424636135
- Turco, Kocakafa Nate Sınıfta Tek Başına, Altin Kitaplar, 2012, ISBN 9789752114135
- Giapponese, クラスで１番！ ビッグネート, Poplar Publishing, 2011, ISBN 9784591124536
- Olandese, Niek de Groot brokkenpiloot, Ankh-Hermes B.V., 2013, ISBN 9789026129131